# Saintes
Saintes er en kommune og et arrondissement i departementet Charente-Maritime i regionen Poitou-Charentes i det vestlige Frankrig. Saintes by er underpræfektur i Saintes Arrondissement.

## Romersk provinshovedstad
Saintes har fået sit navn efter et gallisk folk, som levede i området. I romersk tid hed byen Mediolanum Santonum, og den var hovedstad for Civitas Santonum (en romersk administrativ enhed) og for provinsen Aquitanien. Saintes' ledende stilling overgik i det 2. århundrede til Poitiers, mens Bordeaux blev den ledende by i det 3. århundrede.

## Fransk provinshovedstad
Fra 1451 til 1790 var Saintes hovedstad for provinsen Saintonge.
45°44′43″N 0°38′04″V / 45.7453°N 0.6344°V